# 코피스
코피스(Khopesh)는 고대 메소포타미아 지방에서 폭넓게 사용된 일체형에 한쪽 날인 도검이다. 날 부분은 S자형으로 도끼와 같은 위력을 지니고 있다. 일반적인 총칭으로, 시클 소드(sickle-sword; 낫칼)라고 불리기도 했다. 크기는 50~80cm 가량이고 무게는 1.5~2kg 가량이다. 코피스는 날 부분이 구부러져 전체적으로 도끼 같은 모양이라서 상대방을 찌를 수 없다. 모양에서 추측하건대, 상대방을 쳐서 베었을 것으로 추정된다.

## 역사
코피스는 고대 오리엔트의 메소포타미아 지방과 이집트 지방에서 B.C. 20세기경부터 그 존재를 찾아볼 수 있다. 원래는 도끼에서 발전했다고 추측되지만 청동기시대 중기부터 등장했다. 코피스가 활약한 시대에는 직선 모양의 검과 활, 슬링 등의 투척무기도 존재했지만 상대방과의 접근전에는 방패 너머로 적을 때려눕힐 수 있는 코피스가 효과가 있었던 것으로 보인다. 이 코피스는 대개 창 등으로 무장한 병사의 2차적인 무기로 사용되었다.